# Aalto-universitetets metrostation
Aalto-universitetet (finska: Aalto-yliopisto) är en metrostation inom Helsingfors metro som togs i bruk år 2017. Stationen, som har två ingångar, ligger på Aalto-universitetets område i stadsdelen Otnäs i Esbo och det roströda innertaket av patinerat cortenstål harmonierar med de röda tegelbyggnaderna på campus.